# كأس صربيا 2006–07
كأس صربيا 2006–07 (بالصربية: Куп Србије у фудбалу 2006/07.)‏ هو الموسم 1 من كأس صربيا. أشرف على تنظيمه اتحاد صربيا لكرة القدم، وكان عدد الأندية المشاركة فيه 32، وفاز فيه النجم الأحمر بلغراد.